# Escudo de Bruselas

Escudo de Bruselas.

El escudo de la ciudad de Bruselas ha sido objeto de tres regulaciones desde el siglo XIX. La primera, durante el periodo napoleónico, fue aprobada el 6 de junio de 1811. La segunda, en 1817 bajo dominio holandés, dio carácter oficial a los soportes heráldicos. En la tercera, de 25 de marzo de 1844, se introdujeron dos estandartes en los adornos exteriores para simbolizar su condición de capital del Reino de Bélgica, creado catorce años antes.

## Blasonamiento
En campo de gules, el Arcángel San Miguel de oro, armado y portando un escudo cargado de una cruz de lo mismo, y terrasado del demonio de sable. Lleva acolados dos estandartes puestos en sotuer, con las armas de Bélgica el de la diestra y de la propia Bruselas el de la siniestra. Por soportes terrasados de sinople, dos leones rampantes de oro, armados y linguados de gules. Al timbre una corona de conde, que es un cerco de oro y pedrería,  adornado en la parte superior por una hilera de perlas, rematada por otras cuatro, tres a la vista.

El blasón propiamente dicho de Bruselas consiste en un campo  de gules (rojo heráldico) en el que se muestra la derrota del demonio, representado de sable (negro heráldico), a manos del Arcángel San Miguel de oro (amarillo o dorado) que es el patrón de la ciudad, armado con una lanza y un escudo adornados con cruces. Detrás del blasón propiamente dicho aparecen colocados dos estandartes en sotuer (en aspa), con las armas de Bélgica el de la derecha del escudo (izquierda para el espectador) y de la propia Bruselas el de la izquierda. Los soportes heráldicos son dos leones rampantes (de perfil y erguidos) de oro, armados y linguados de gules (amarillos con sus garras y lenguas rojas) y terrasados de sinople (situados sobre un montículo verde). El escudo está timbrado con una corona belga de conde.

## Historia
La primera referencia documentada de un sello de la ciudad de Bruselas data del año 1231 aunque el más antiguo que se conserva data de 1257. En este sello ya aparece representada la figura del Arcángel San Miguel, rodeada de la inscripción INGESIGELE · DER · PORTERS · VAN · BRUSLE (Sello de los burgueses de Bruselas). Durante el periodo de los Países Bajos Austríacos, el escudo de Bruselas mostraba al Arcángel vestido de plata (blanco heráldico), estaba sostenido por una matrona y Hermes, y contaba con una birreta germánica de príncipe. Bajo dominio napoleónico las figuras de San Miguel y del demonio fueron doradas. Como ciudad imperial de primer nivel, el escudo fue aumentado de un jefe de gules cargado con tres abejas de oro y estuvo adornado con un caduceo, una corona formada con ramas de encina y laurel, una corona mural y el águila napoleónica. Bajo dominio holandés, San Miguel volvió a representarse de plata y en el timbre se añadió una corona de marqués. La corona holandesa de marqués es abierta y está adornada con ocho florones, cinco a la vista.

## Galería

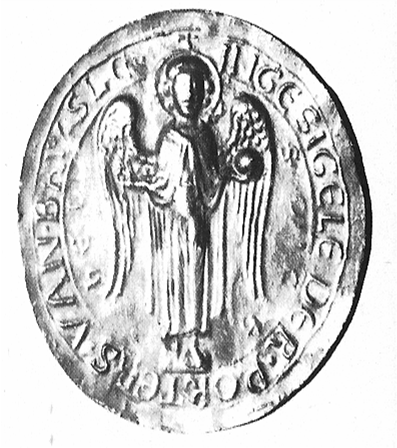
Sello de Bruselas (1257)
Escudo bajo dominio austriaco.
Escudo bajo dominio napoleónico.
Versión simplificada del escudo de Bruselas.
Bandera de Bruselas